# LeRoy Collins
Thomas LeRoy Collins (Tallahassee, 10 marzo 1909 – Tallahassee, 12 marzo 1991) è stato un politico e avvocato statunitense. Fu il 33º governatore della Florida dal 1955 al 1961.
È considerato come uno dei primi governatori del Sud a promuovere la necessità morale di porre fine alla segregazione razziale. A tal proposito, durante il suo mandato di governatore, non permise l'esecuzione di una condanna a morte nei confronti di un afroamericano, rigettò varie proposte di legge intese a rendere nulli i provvedimenti per far tornare la segregazione a scuola o proposte di legge per permettere agli istituti scolastici di chiudere nel caso studenti afroamericani fossero ammessi. In generale, nel corso del suo mandato, la Florida restò relativamente tranquilla durante il periodo di violenza a matrice razzista che si scatenò in quegli anni negli Stati del sud America. Tra l'altro fece anche da mediatore durante le marce da Selma a Montgomery nel 1965.